# Neuer Moosbergsee
Der Neue Moosbergsee ist ein künstliches Gewässer im Landkreis Garmisch-Partenkirchen, das wie der Lange-Köchel-See als Tagebaurestloch des ehemaligen Steinbruchs Hartsteinwerk Werdenfels durch Niederschlag seit seiner Entstehung natürlich geflutet worden ist. Die ehemalige Grube, die nun den See beinhaltet, entstand, nachdem der oberflächliche Abbau von Glaukoquarzit erschöpft war und unter dem Niveau des umliegenden Murnauer Mooses fortgesetzt wurde. Nach Beendigung der bergbauerischen Aktivitäten hat sich die Grube innerhalb weniger Jahre gefüllt.